# Oakdale (Califòrnia)
Oakdale és una població dels Estats Units a l'estat de Califòrnia. Segons el cens del 2006 tenia 20.084 habitants.

## Demografia
Segons el cens del 2000, Oakdale tenia 15.503 habitants, 5.610 habitatges, i 4.050 famílies. La densitat de població era de 1.190 habitants/km².
Dels 5.610 habitatges en un 37,9% hi vivien nens de menys de 18 anys, en un 52,8% hi vivien parelles casades, en un 14,2% dones solteres, i en un 27,8% no eren unitats familiars. En el 22,9% dels habitatges hi vivien persones soles el 9,9% de les quals corresponia a persones de 65 anys o més que vivien soles. El nombre mitjà de persones vivint en cada habitatge era de 2,73 i el nombre mitjà de persones que vivien en cada família era de 3,2.
Per edats la població es repartia de la següent manera: un 28,9% tenia menys de 18 anys, un 8,9% entre 18 i 24, un 29,1% entre 25 i 44, un 20,2% de 45 a 60 i un 12,8% 65 anys o més.
L'edat mediana era de 34 anys. Per cada 100 dones de 18 o més anys hi havia 87 homes.
La renda mediana per habitatge era de 39.338 $ i la renda mediana per família de 44.024 $. Els homes tenien una renda mediana de 40.494 $ mentre que les dones 24.747 $. La renda per capita de la població era de 17.019 $. Entorn del 8,6% de les famílies i l'11,3% de la població estaven per davall del llindar de pobresa.

## Poblacions més properes
El següent diagrama mostra les poblacions més properes.